# فریدلانت
فریدلانت (به چکی: Frýdlant) یک منطقهٔ مسکونی در جمهوری چک است که در ناحیه لیبرتس واقع شده‌است. فریدلانت ۷٬۶۰۸ نفر جمعیت دارد.